# Pier Luigi Faraldo
Pier Luigi Faraldo, né le 13 août 1904 à Rome, est un réalisateur et scénariste italien.

## Biographie
Pier Luigi Faraldo, issu d'une famille noble, est né à Rome en 1904. Il a étudié le droit puis s'est consacré au cinéma. À partir de 1937, il  travaille entre- autres pour Alessandro Blasetti en tant qu'assistant réalisateur, puis réalisé son premier film en 1939, avec le monteur Gino Talamo. Pendant la Seconde Guerre mondiale , il tourne trois fois comme réalisateur, puis une dernière fois en 1952 dans  Tragico ritorno avec Doris Duranti dans le rôle principal.

## Filmographie partielle

### En tant que réalisateur
- 1939 : Uragano ai tropici
- 1942 : Sancta Maria
- 1942 : L'affare si complica (it)
- 1943 : La vita torna (+ scénariste)
- 1952 : Tragico ritorno (+ scénariste)

### En tant que scénariste
- 1941 : L'allegro fantasma d'Amleto Palermi (+ assistant réalisateur)

### En tant qu'assistant réalisateur
- 1938 : Il torrente (it) de Marco Elter
- 1938 : Ettore Fieramosca d'Alessandro Blasetti
- 1939 : Terra di nessuno de Mario Baffico